# Arroyo Tapes Grande
El arroyo Tapes Grande es un curso de agua uruguayo que atraviesa el departamento de Lavalleja, perteneciente a la Cuenca de la laguna Merín.
Nace en la Cuchilla Cerro Partido, desemboca en el río Cebollatí tras recorrer alrededor de 41 km.
- Datos: Q5705964